# Odontognathus panamensis
Odontognathus panamensis is een  straalvinnige vissensoort uit de familie van haringen (Clupeidae). De wetenschappelijke naam van de soort is voor het eerst geldig gepubliceerd in 1876 door Franz Steindachner.
De soort komt voor in het centrale en zuidelijke deel van de oostelijke Stille Oceaan, voor de kusten van Colombia, Costa Rica, El Salvador, Guatemala, Honduras, Nicaragua en Panama. De soort staat op de Rode Lijst van de IUCN als niet bedreigd, beoordelingsjaar 2007.